# Tarcali csata (1849)
A csata Tarcalon a Terézia-kápolna területén zajlott le, 1849. január 22-én. A Habsburg-csapatok és a magyar harcosok összecsapásával kezdődött és a magyarok győzelmével végződött.

## Előzmények
Az osztrák erők Franz von Schlik vezetésével megtámadták Magyarországot Kassa irányába.

## Katonai vezetők
Klapka György volt a magyarok vezetője, Franz von Schlik lovassági tábornok a Habsburg-csapatok vezetője. A magyar oldalon harcoló lengyeleket Jerzy Bułharyn ezredes vezette, parancsnokuk Władysław Mniszek-Tchórznicki őrnagy volt.

## A csata története
A csata 1849. január 22-én 12 órakor elkezdődött Tarcalon a Terézia-Kápolnánál a mai Mézes Mály dűlőnél. A Habsburgok csapatai támadtak és a magyarok védekeztek a nagy köd közepette. Karsa Ferenc szavait idézve akárki pofon vághatott volna, s azt a tenyeret, amelyik a pofont adta, meg se láttad volna... Még aznap a Habsburgok visszavonulásra kényszerültek Mádra. A bodrogkeresztúri harc másnap volt. Az áldozatok száma a magyarok oldalán körülbelül 70 emberre becsülhető és még 70 ember sebesült meg a csaták végére. Míg a Habsburgok serege erősebb sebet kapott. Az ő halottaik száma megközelíti a 60-at, 91 ember komoly sérülést szenvedett el, 62 ember tűnt el a haderőből. Schlik a csaták eredményeként kénytelen volt elismerni Klapka még szervezés alatt álló, de már ütőképes hadseregének erejét.

## Lengyel részvétel a csatában
A csatában résztvevő Jerzy Bułharyn ezredes által vezetett, 2500 főből álló lengyel csapatok meghatározó szerepet játszottak. Klapka szerint: "... a lengyel csapat több szuronytámadást intézett a legjobb sikerrel...". Legfontosabb volt a Kápolna-hegy elfoglalása és későbbi védelme. Bułharyn a csatában való szerepléséért kapott a III. osztályú katonai érdemjelet 1849 június 16.

## Galéria

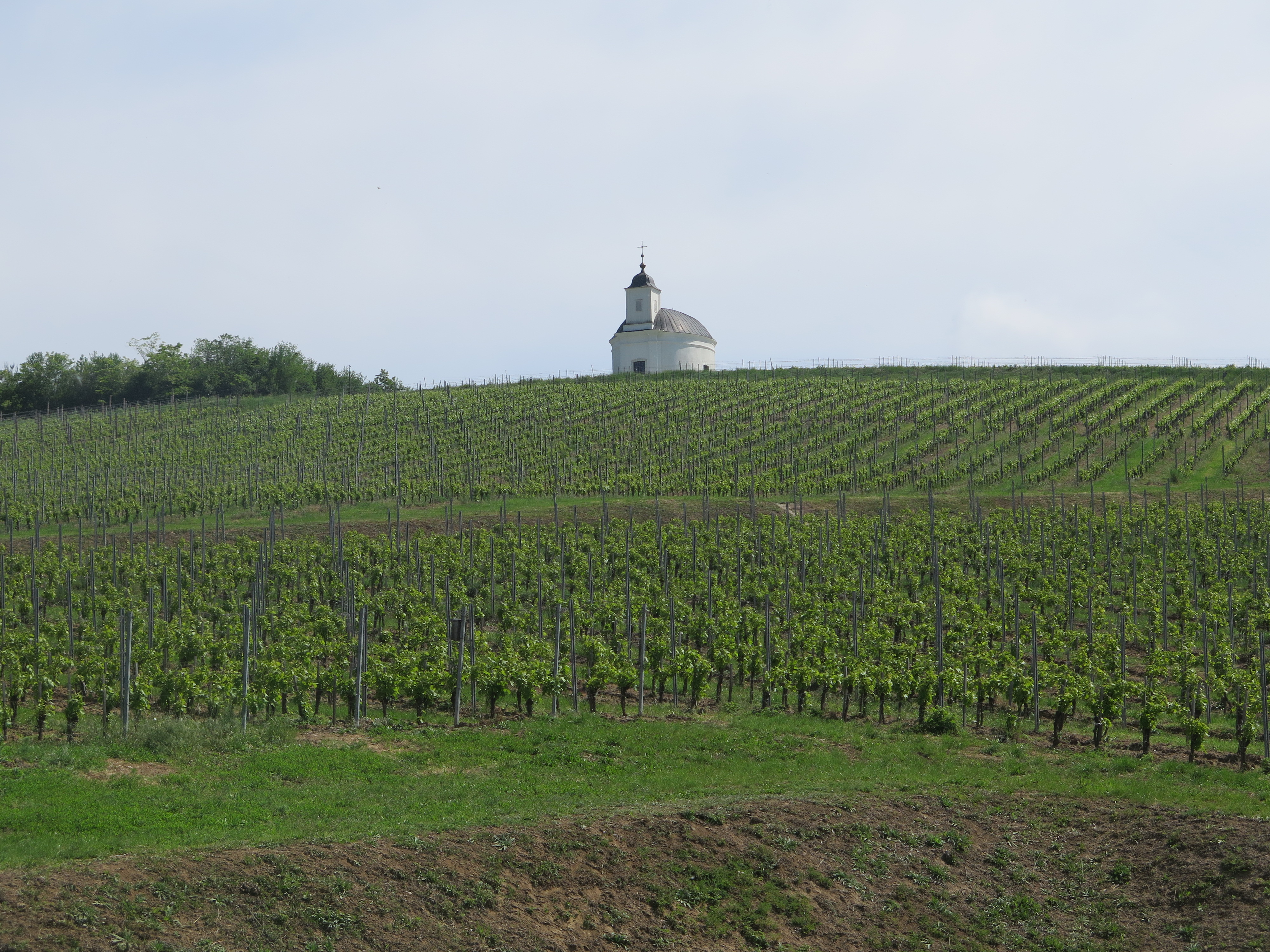
Terézia-kápolna napjainkban

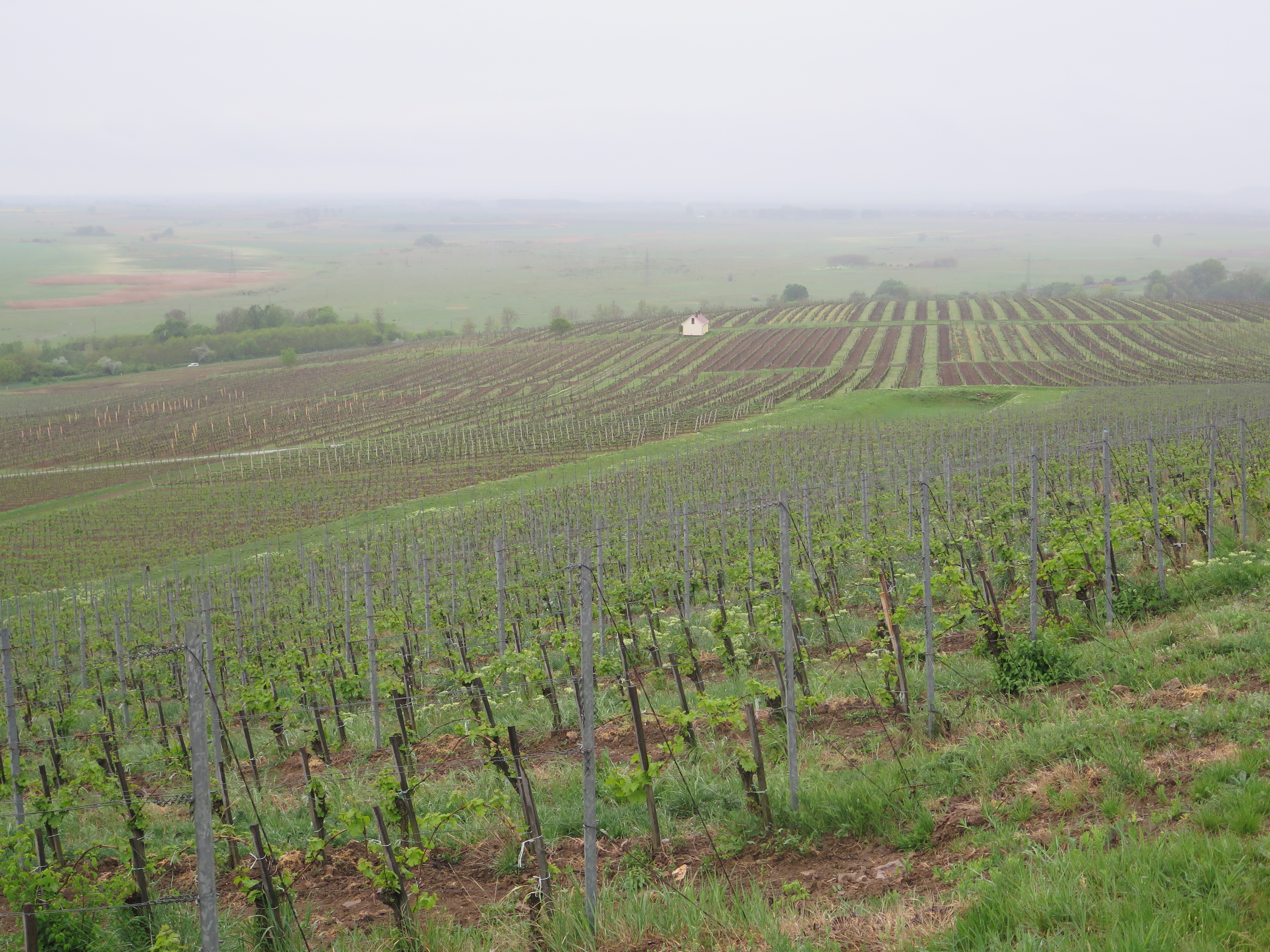
Mézes Mály dűlő manapság